# Kyra Edwards
Kyra Edwards (12 agosto 1997) è una canottiera britannica.

## Biografia
A livello giovanile ha vinto l'argento ai mondiali junior di Rio de Janeiro ed il bronzo ai mondiali under 23, nel 4 di coppia.
Ha rappresentato la Gran Bretagna ai mondiali di Linz 2019 concludendo al secondo posto della finale C del 2 di coppia, con la connazionale Ruth Siddorn.
Ha fatto coming out ed è apertamente lesbica.

## Palmarès
- Mondiali U23

Poznan 2018: bronzo nel 4 di coppia
- Mondiali junior

Rio de Janeiro 2015: argento nel 4 di coppia